# Tjärnmyrtjärnen (Jörns socken, Västerbotten, 723204-168553)
Tjärnmyrtjärnen är en sjö i Skellefteå kommun i Västerbotten och ingår i Skellefteälvens huvudavrinningsområde.